# Kawo
Kawo is een bestuurslaag in het regentschap Centraal-Lombok van de provincie West-Nusa Tenggara, Indonesië. Kawo telt 8939 inwoners (volkstelling 2010).